# 2025-ös spanyol labdarúgókupa-döntő
A 2025-ös spanyol labdarúgókupa-döntő egy labdarúgó-mérkőzés volt, amely Spanyolország első számú kupasorozatának 123. kiírásának győztesét volt hivatott eldönteni (beleértve azt a két idényt is, amikor két rivális sorozat zajlott). A mérkőzést 2025. április 26-án rendezték a sevillai Estadio de La Cartujában – ez volt az első esemény a stadionban annak kibővítése és atlétikai létesítményből történő átalakítása után, amelyet a 2030-as labdarúgó-világbajnokságra készítettek elő. Az ellenfelek az ősi riválisok, a Barcelona és a Real Madrid voltak. Ez volt a két csapat 260. tétmérkőzése, és az első Copa del Rey-döntőjük 2014 óta.
A Barcelona hosszabbítás után 3–2-re nyerte meg a mérkőzést, megszerezve ezzel rekordot döntő, 32. spanyol kupa-címét.

## A csapatok
| Csapat      | Az ezt megelőző döntős szereplések évszámai, félkövérrel szedve a győztes évek | Az ezt megelőző döntős szereplések évszámai, félkövérrel szedve a győztes évek |
| ----------- | ------------------------------------------------------------------------------ | --- |
| Barcelona   | 42 (31)                                                                        | 1910, 1912, 1913, 1919, 1920, 1922, 1925, 1926, 1928, 1932, 1936, 1942, 1951, 1952, 1953, 1954, 1957, 1959, 1963, 1968, 1971, 1974, 1978, 1981, 1983, 1984, 1986, 1988, 1990, 1996, 1997, 1998, 2009, 2011, 2012, 2014, 2015, 2016, 2017, 2018, 2019, 2021 |
| Real Madrid | 40 (20)                                                                        | 1903, 1905, 1906, 1907, 1908, 1916, 1917, 1918, 1924, 1929, 1930, 1933, 1934, 1936, 1940, 1943, 1946, 1947, 1958, 1960, 1961, 1962, 1968, 1970, 1974, 1975, 1979, 1980, 1982, 1983, 1989, 1990, 1992, 1993, 2002, 2004, 2011, 2013, 2014, 2023             |

## Út a döntőbe
| Barcelona          | Barcelona        | Forduló                    | Real Madrid   | Real Madrid              |
| ------------------ | ---------------- | -------------------------- | ------------- | ------------------------ |
| Ellenfél           | Végeredmény      |                            | Ellenfél      | Végeredmény              |
| Kiemelt            | Kiemelt          | Első forduló               | Kiemelt       | Kiemelt                  |
| Kiemelt            | Kiemelt          | Második forduló            | Kiemelt       | Kiemelt                  |
| Barbastro          | 4–0 (V)          | A legjobb 16 közé jutásért | Minera        | 5–0 (V)                  |
| Real Betis         | 5–1 (H)          | Nyolcaddöntő               | Celta Vigo    | 5–2 (h. u.) (H)          |
| Valencia           | 5–0 (V)          | Negyeddöntő                | Leganés       | 3–2 (V)                  |
| Atlético de Madrid | 4–4 (H), 1–0 (V) | Elődöntő                   | Real Sociedad | 1–0 (V), 4–4 (h. u.) (H) |

Jelmagyarázat: (H) = hazai pályán játszott mérkőzés; (V) = Idegenben játszott mérkőzés
1. ↑  A Minera nem hazai pályán, azaz a Llano del Bealban található Ángel Celdrán Stadionban játszotta le a mérkőzést, mivel az nem felelt meg a követelményeknek.[5]

## Játékvezetői botrány
A döntő előtt a királyiak hivatalos tévécsatornája (Real Madrid TV) egy hatperces videóban sorra vette a döntőre kijelölt De Burgos Bengoetxea játékvezető feltételezett hibáit, amelyeket az összeállítás szerint a Real kárára követett el a sípmester. A tv-adó azt is állította, hogy ezeken az El Clásicokon ezeknek köszönhetően a Barcelona jön ki győztesként. Az RMTV kiemelte hogy De Burgos Bengoetxea-t soha nem jelölték ki az UEFA-bajnokok ligája vagy a FIFA-tornák mérkőzéseire.
De Burgos Bengoetxea egy sajtótájékoztatón válaszul kiemelte azokat a nehézségeket, amelyekkel a játékvezetők és családjaik szembesülnek, amikor megkérdőjelezik feddhetetlenségüket: „Amikor a gyermeked iskolába megy, és a többi gyerek azt mondja az apjáról, hogy tolvaj, az nagyon kemény dolog”. A döntő videóbíró-asszisztense, Pablo González Fuertes meglebegtette, hogy a spanyol játékvezetők a rossz bánásmód miatt akár sztrájkba is kezdhetnek.
A Real Madrid közleményében „elfogadhatatlannak” nevezte a játékvezetők megjegyzéseit, és lefújta Carlo Ancelotti és Luka Modric tervezett sajtótájékoztatóját és a csapat sajtónyilvános edzését a döntő előtt, és bejelentette, a klub részéről senki sem vesz részt az ilyenkor szokásos díszvacsorán.

## A mérkőzés

### Részletek
| 2025. április 26. 22:00 CEST |

| Barcelona                        | 3–2 (h. u.)       | Real Madrid               |
| -------------------------------- | ----------------- | ------------------------- |
| Pedri 28' Torres 84' Koundé 116' | (1–0) Jegyzőkönyv | Mbappé 70' Tchouaméni 77' |

| Estadio de La Cartuja, Sevilla (Spanyolország) Nézőszám: 70 000 Játékvezető: de Burgos Bengoetxea |

| Barcelona | Real Madrid |

| GK          | 25 | Wojciech Szczęsny     |        |      |
| RB          | 23 | Jules Koundé          |        |      |
| CB          | 2  | Pau Cubarsí           |        |      |
| CB          | 5  | Iñigo Martínez        |        |      |
| LB          | 35 | Gerard Martín         | 37'    | 85'  |
| CM          | 21 | Frenkie de Jong (c)   | 68'    | 85'  |
| CM          | 8  | Pedri                 |        | 98'  |
| RM          | 19 | Lamine Yamal          |        |      |
| AM          | 20 | Dani Olmo             |        | 65'  |
| LM          | 11 | Raphinha              | 90+10' |      |
| CF          | 7  | Ferran Torres         |        | 115' |
| Cserék:     |    |                       |        |      |
| GK          | 1  | Marc-André ter Stegen |        |      |
| GK          | 13 | Iñaki Peña            |        |      |
| DF          | 4  | Ronald Araújo         |        | 85'  |
| DF          | 15 | Andreas Christensen   |        |      |
| DF          | 24 | Eric García           |        | 98'  |
| DF          | 32 | Héctor Fort           |        |      |
| MF          | 6  | Gavi                  |        | 85'  |
| MF          | 14 | Pablo Torre           |        |      |
| MF          | 16 | Fermín López          | 90+4'  | 65'  |
| FW          | 10 | Ansu Fati             |        |      |
| FW          | 18 | Pau Víctor            |        | 115' |
| Vezetőedző: |    |                       |        |      |
| Hansi Flick |    |                       |        |      |

| GK              | 1               | Thibaut Courtois    |             |      |
| RB              | 17              | Lucas Vázquez (c)   | 120+3′      | 55'  |
| CB              | 35              | Raúl Asencio        |             |      |
| CB              | 22              | Antonio Rüdiger     | 120+3′      | 111' |
| LB              | 23              | Ferland Mendy       |             | 11'  |
| CM              | 8               | Federico Valverde   |             |      |
| CM              | 14              | Aurélien Tchouaméni | 31'         |      |
| RW              | 11              | Rodrygo             |             | 46'  |
| AM              | 5               | Jude Bellingham     | 107' 120+4′ |      |
| LW              | 19              | Dani Ceballos       |             | 55'  |
| CF              | 7               | Vinícius Júnior     |             | 89'  |
| Cserék:         |                 |                     |             |      |
| GK              | 13              | Andriy Lunin        |             |      |
| GK              | 26              | Fran González       |             |      |
| DF              | 4               | David Alaba         |             |      |
| DF              | 18              | Jesús Vallejo       |             |      |
| DF              | 20              | Fran García         |             | 11'  |
| MF              | 10              | Luka Modrić         | 90+1'       | 55'  |
| MF              | 15              | Arda Güler          |             | 55'  |
| CF              | 9               | Kylian Mbappé       |             | 46'  |
| FW              | 16              | Endrick             |             | 111' |
| FW              | 21              | Brahim Díaz         |             | 89'  |
| Vezetőedző:     |                 |                     |             |      |
| Carlo Ancelotti | Carlo Ancelotti | Carlo Ancelotti     | 26'         |      |

| A mérkőzés legjobbja: Ferran Torres (Barcelona) Játékvezető-asszisztens: Iker de Francisco Grijalba Asier Pérez de Mendiola González de Durana Negyedik játékvezető: Mateo Busquets Ferrer Tartalék játékvezető: Alfredo Rodríguez Moreno Videóbíró: Pablo González Fuerte Videóbíró asszisztense: Íñigo Prieto López de Ceraín Francisco José Hernández Maeso | Szabályok - 90 perc játékidő - 30 perc hosszabbítás döntetlen esetén, majd büntetőpárbaj - 11 nevezhető cserejátékos - Öt játékos cserélhető, a hosszabbításban még egy cserelehetősége van mindkét csapatnak. A cserékre három alkalommal van lehetőség, amelybe nem számít bele a félidő, a hosszabbítás előtti szünet és a hosszabbítás félideje. |

### Statisztika
| Statisztika            | Barcelona | Real Madrid |
| ---------------------- | --------- | ----------- |
| Lőtt gólok             | 3         | 2           |
| Kapura lövés           | 22        | 15          |
| Kaput eltaláló lövések | 9         | 7           |
| Védés                  | 5         | 6           |
| Labdabirtoklás         | 59%       | 41%         |
| Szöglet                | 8         | 7           |
| Szabálytalanság        | 23        | 11          |
| Les                    | 2         | 7           |
| Sárga lap              | 4         | 3           |
| Piros lap              | 0         | 3           |